# Битва за Пусанський периметр
Битва за Пусанський периметр (англ. Battle of Pusan Perimeter, кор. 부산 교두보 전투) — широкомасштабна битва між військами Командування Об'єднаних Націй (ООН) і силами Північної Кореї, яка тривала з 4 серпня по 18 вересня 1950 року. Це була одна з перших великих битв Корейської війни. Сили ООН, які неодноразово зазнавали поразок від ударів Корейської народної армії, що наступала за підтримки китайських добровольців, вимушено перейшли до оборони на так званому Пусанському периметрі, 230-кілометрової оборонної лінії на південно-східному краю Південної Кореї, де знаходився стратегічно важливий порт Пусан. Війська ООН, що переважно складалися з сил армії Республіки Корея, США і Великої Британії, протягом шести тижнів утримували останній рубіж по периметру, відбиваючись від багаторазових атак КНА. Основні бойові дії велися за міста Тегу, Масан, Пхохан і на річці Нактонг.
Попри незначні прориви оборони ООНівців у серпні та вересні 1950 року, намагання керівництва Північної Кореї повністю опанувати Корейський півострів не увінчалися успіхом, попри масовані наступи. Північнокорейські війська, потерпаючи від дефіциту постачання та ігноруючи власні масові втрати у боях, постійно організовували атаки на позиції сил ООН, намагаючись проникнути за периметр і в такий спосіб прорвати лінію оборони противника. Однак Командування ООН надійно утримувало зайняті рубежі, паралельно використовуючи час, щоб накопичити значну кількість військ, техніки та зосередити матеріально-технічні запаси. Одночасно військово-морський флот і авіація Командування, залишаючись недосяжними від впливу ворога, й далі підтримували дії наземних сил. Через шість тижнів сили ООН розпочали стратегічний наступ, висадивши 15 вересня морський десант в Інчхоні, а наступного дня ударні угруповання ООН перейшли в контрнаступ, швидко завдали поразки КНА та продовжили рух вглиб Кореї.

## Історія битви

### Передумови
На липень 1950 року Корейська народна армія мала угруповання з десяти дивізій і спочатку налічувала приблизно 90 000 добре навчених і оснащених військових, з сотнями танків Т-34. Проте в ході ведення американською та південнокорейською арміями оборонних боїв вторгнення КНА до Південної Кореї значно загальмувалося, це коштувало їм втрати близько 58 000 солдатів і великої кількості танків. Для того, щоб компенсувати ці втрати, КНА довелося покладатися на менш досвідчених резервістів і призовників, багато з яких були набрані із завойованих регіонів Південної Кореї. Під час битви за Пусанський периметр КНА зосередила загалом 13 піхотних і одну бронетанкову дивізії на периметрі.
Сили ООН були організовані під командуванням 8-ї армії США, яка мала лише три послаблені дивізії: 24-ту і 25-ту піхотні та 1-шу кавалерійську дивізії, що билися в Кореї з липня і зазнали певних втрат. Ці сили займали західний сегмент периметра, вздовж річки Нактонг. Війська Південної Кореї нараховували близько 58 000 осіб і були організовані у два корпуси (1-й та 2-й) та п'ять дивізій. 3-тя піхотна дивізія Південної Кореї перебувала в резерві командування. Бойовий дух підрозділів ООН був низьким через велику кількість поразок, зазнаних на той момент у війні. Збройні сили США зазнали понад 6000 втрат протягом минулого місяця, тоді як корейські війська втратили приблизно 70 000 людей.
На 5 серпня Корейська народна армія мала близько 70 000 військовослужбовців, розкиданих до Пусанському периметру, причому більшість її дивізій мала значний некомплект сил. Через значні втрати у попередні місяці боїв північнокорейці мали лишень близько 40 танків Т-34 на фронті. Командувач ООН генерал армії Дуглас Макартур доповідав про 141 808 військовослужбовців ООН у Кореї 4 серпня, з яких 47 000 перебували в наземних бойових частинах США та 45 000 у бойових частинах Південної Кореї. Сили ООН також мали повний контроль над повітрям і морем протягом усієї битви, а підрозділи ПС США та ВМС США надавали безпосередню підтримку сухопутним військам у битві, практично не зустрічаючи протидії з боку противника.

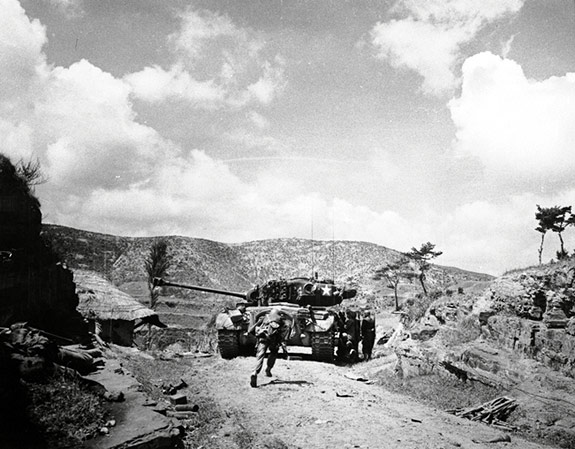
Американський важкий танк M26 Pershing у боях західніше Масана. Літо 1950

Загальне командування військово-морськими силами здійснював 7-й флот США, і основна частина військово-морської сили також надходила від США. Велика Британія виділила невелику військово-морську оперативну групу, включаючи авіаносець і кілька крейсерів. Згодом Австралія, Канада, Нідерланди та Нова Зеландія також надіслали бойові та допоміжні кораблі. З повітря угруповання Командування ООН підтримували кілька сотень винищувачів-бомбардувальників 5-ї повітряної армії.
У вересні 1950 року, коли точилася битва, з США та інших країн прибуло більше сил ООН. 2-га піхотна дивізія, 5-та полкова бойова група, 1-ша тимчасова бригада морської піхоти та 27-ма бригада британської Співдружності прибули до Пусана пізніше, вже під час боїв разом із великою кількістю свіжих військ і техніки, включаючи понад 500 танків. До кінця битви сили 8-ї армії перетворилися з трьох неповноцінних, недостатньо підготовлених дивізій до чотирьох добре оснащених і готових до війни з'єднань.

### Пусанський периметр
Пусанський периметр утворився навколо портового міста Пусан протягом липня та серпня 1950 року. Завдовжки приблизно 230 км він простягався від Корейської протоки до Японського моря на захід і північ від Пусана. На заході периметр проходив приблизно по рубежу річки Нактонг, де вона вигинається біля міста Тегу, за винятком найпівденніших 24 км, де Нактонг повертає на схід після впадіння в річку Нам. Північний кордон являв собою неправильну лінію, яка проходила через гори від Вегвана й Андона до Йондока.
За винятком дельти Нактонг на півдні та долини між Тегу і Пхохан-доном, рельєф місцевості, по якому простягався периметр, був надзвичайно нерівний і гористий. На північний схід від Пхохан-дона вздовж південнокорейської лінії місцевість була особливо небезпечною, і пересування в регіоні було надзвичайно ускладненим. Таким чином, сили ООН закріпилися на Пусанському периметрі, окресленому Японським морем на півдні та сході, річкою Нактонг на заході та надзвичайно важкопрохідною гірською місцевістю на півночі, використовуючи місцевість як природний захист.

### Битви на периметрі

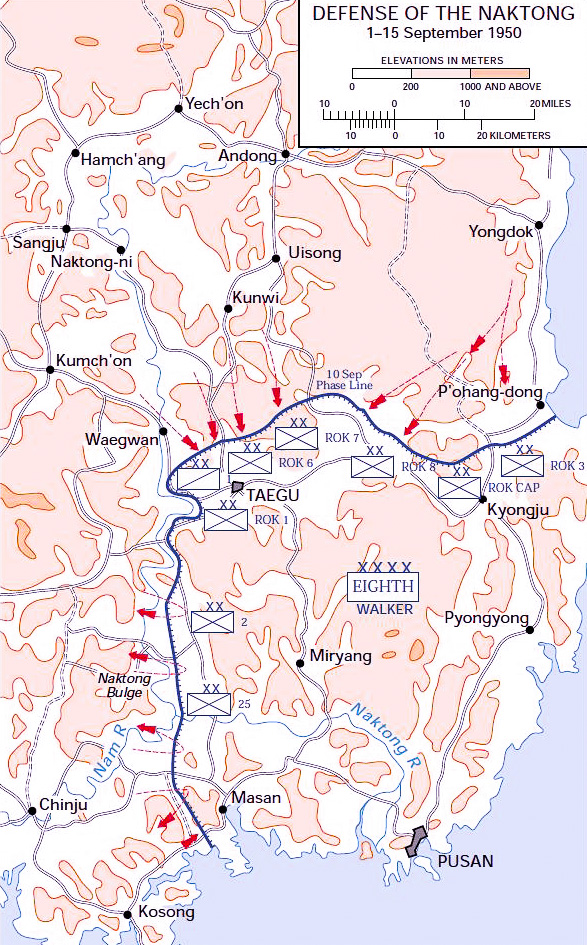
Битва за Пусанський периметр. 1 —15 вересня 1950

8-ма американська армія під командуванням генерал-лейтенанта Волтона Вокера почала підготовку на початок серпня контрнаступу, першого запланованого Командуванням ООН у війні. За задумом керівництва ударне угруповання американської армії чисельністю близько 20 000 осіб, оперативна група «Кін», мало завдати удару в районі Масана й просунутися до рубежу річки Кум; одночасно завдавався допоміжний удар північніше, який мав за мету розгром ймовірного зосередження військ КНА поблизу Тегу. Разом сили ООН мали продовжити рух на захід, захопили перевал Чінджу та вийти на рубіж аж до річки Нам.

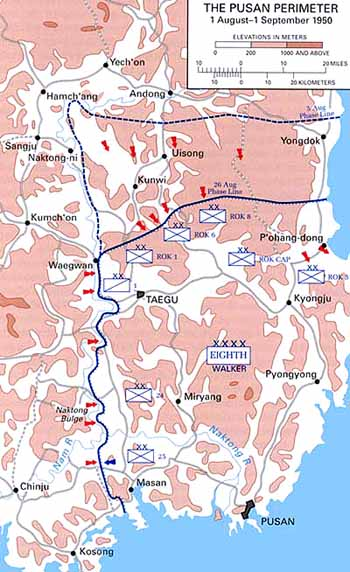
Битва за Пусанський периметр. 1 серпня — 1 вересня 1950

7 серпня оперативна група «Кін» розпочала атаку на напрямку Масана, але американці відразу наразилися на противника, котрий також перейшов у наступ, почався зустрічний бій. Три дні в цьому районі тривали запеклі бої. Американці спочатку швидко просувалися вперед, попри сильний опір КНА. До 9 серпня оперативна група «Кін» була готова опанувати Чінджу. 10 серпня у битву вступили морські піхотинці й продовжили наступ. Однак 12 серпня 1-ша зведена бригада морської піхоти була виведена зі складу сил і передислокована на інший напрям периметра. Оперативна група «Кіна» продовжила рух вперед, захопивши територію навколо Чондонг-ні.

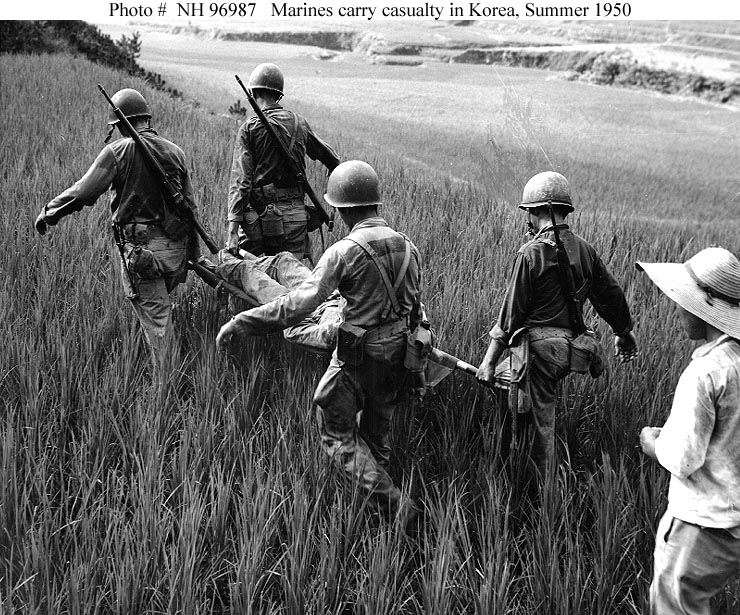
Американські морські піхотинці виносять пораненого з поля бою. Серпень 1950

Північнокорейські підрозділи, використовуючи тактику просочування, вийшли в проломи в американських бойових порядках у тил противника і атакували позиції артилерійських батарей. Раптова атака була успішною, комуністи знищили 555-й та 90-й дивізіони польової артилерії разом із більшою частиною їхнього озброєння. Під час пізнішої перевірки тіла 75 військових цих дивізіонів були знайдені страченими, коли територія знову потрапила під американський контроль. За підтримки авіації американцям вдалося не допустити подальшого прориву ворогу вглиб своїх бойових порядків. У результаті жодна зі сторін не змогла здобути значних успіхів, попри те, що завдала одна одній величезної кількості втрат. Оперативна група «Кін» була змушена відступити до рубежів біля Масана, не в змозі утримати свої завоювання, і до 14 серпня вона перебувала приблизно в тому ж положенні, в якому вона була, коли розпочала наступ.
Оперативна група «Кін» не змогла виконати свою мету відволікти війська КНА з півночі, а також не змогла досягти перевалу Чінджу. Бої в регіоні тривали до кінця місяця.
У ніч з 5 на 6 серпня 800 легкоозброєних солдатів КНА почали переходити вбрід річку Нактонг біля поромної переправи Оханг, за 5,6 км на південь від Пугонг-ні та на захід від Йонгсана. Друга група спробувала перетнути річку далі на північ, але зустріла опір і відступила. Вранці 6 серпня КНА розпочала атаку, намагаючись проникнути на лінії Йонсан. Це застало американців зненацька, які очікували нападу з півночі, і вони були змушені відступити. Згодом КНА вдалося захопити велику кількість американської техніки. Попри контратаки противника, КНА змогла продовжити просування вперед і захопити Кловерліф-Гілл і Облонг-ні-Рідж, критично важливу ділянку місцевості, що панувала на цьому відтинку фронту. До 10 серпня вся 4-та дивізія КНА перетнула річку й почала просуватися на південь, обходячи американські лінії з флангу. Наступного дня розрізнені підрозділи КНА атакували Йонсан.
17 серпня 1-ша зведена бригада морської піхоти спільно з оперативною групою «Гілл» провели масований наступ на Кловерліф-Гілл і Обонг-ні. Спочатку північні корейці зупинили натиск морської піхоти, але незабаром ці спроби зазнали катастрофічної невдачі. З настанням ночі 18 серпня 4-та дивізія КНА була майже знищена, а Облонг-ні-Рідж та Кловерліф-Гілл були відвойовані військами США. Наступного дня залишки 4-ї дивізії повністю відступили за річку.
З 5 по 20 серпня 1950 року в околицях міста Пхохан між силами ООН та армією Північної Кореї сталася ще одна битва, яка була частиною оборони Пусанського периметра та однією із серії масштабних битв, що проходили одночасно. На цьому напрямку на східному гористому узбережжі країни в обороні перебували сили армії Південної Кореї, яких підтримували ВМС і ПС США. Декілька північнокорейських дивізій перетнули гористу місцевість і спробували відкинути сили ООН, сталася важка битва на пересіченій місцевості, що оточує Пхохан, через який проходила життєво важлива лінія постачання основних сил ООН у Тегу. Після двох тижнів кривавих боїв між північнокорейськими та південнокорейськими наземними силами, в ході яких опорні пункти неодноразово переходили з рук в руки, жодній стороні не вдалося взяти гору. Через зростаючі втрати і зруйновані лінії постачання змученим північнокорейським військам довелося відступити.
5 серпня ще на одній ділянці Пусанського периметра почався наступ КНА. П'ять дивізій північнокорейської армії зосередилися на підступах до Тегу, готуючись перейти річку Нактонган і атакувати місто з півночі і заходу. Оборонні позиції навколо Тегу утримували 1-ша американська кавалерійська дивізія та 2-й корпус південнокорейської армії. Північнокорейські війська намагалися перейти річку Нактонган і атакувати противника, що оборонявся на цій ділянці фронту. Відбулася серія боїв на кожному відтинку смуги прориву. Успіх цих атак мав різний результат в окремих випадках, так у секторі оборони 1-ї американської кавалерійської дивізії всі атаки ворога були відбиті. Північнокорейські атаки на південнокорейський сектор мали великий успіх.
У ході битви північнокорейські війська скоїли воєнний злочин. Під час боїв за висоту 303, комуністи захопили американських військових у полон. Спроби переправити їх у тил не увінчалися успіхом і тому, командир північнокорейського формування наприкінці битви наказав розстріляти 41 військовополоненого (т. зв. різанина на висоті 303).

### Завершальна фаза битви
До кінця серпня 1950 року КНА фактично вичерпала весь свій бойовий потенціал та опинилася на межі своїх можливостей. Чисельність північнокорейських частин та їхня бойова готовність, що розпочинали битву за Пусанський периметр значно знизилася. Проблеми з логістикою дошкуляли КНА, їй бракувало продовольства, зброї, обладнання та резервів. До кінця серпня командування ООН мало більше солдатів у Кореї, ніж КНА, і ООН мала майже повну перевагу в повітрі та на морі. На 1 вересня комуністи мали менше 100 танків у порівнянні з 600 танками американців, що зосередилися на плацдармі. До кінця серпня єдиною перевагою північнокорейських військ, що залишалася, була їхня ініціатива, оскільки війська КНА зберігали високий моральний дух і достатню кількість припасів для широкомасштабного наступу.
Отримуючи розвідувальні дані від Радянського Союзу, північнокорейці знали, що в середині Пусанського периметра сили ООН нарощуються, і що вони повинні незабаром розпочати контрнаступ. Плануючи свій новий наступ, керівництво КНА вирішило використовувати фронтальні атаки, щоб прорвати периметр на кількох ділянках і в такий спосіб розвалити оборону противника. Другою метою було оточити Тегу та знищити підрозділи ООН у цьому місті. У рамках цієї операції КНА розраховувала спочатку перерізала лінії постачання до Тегу.

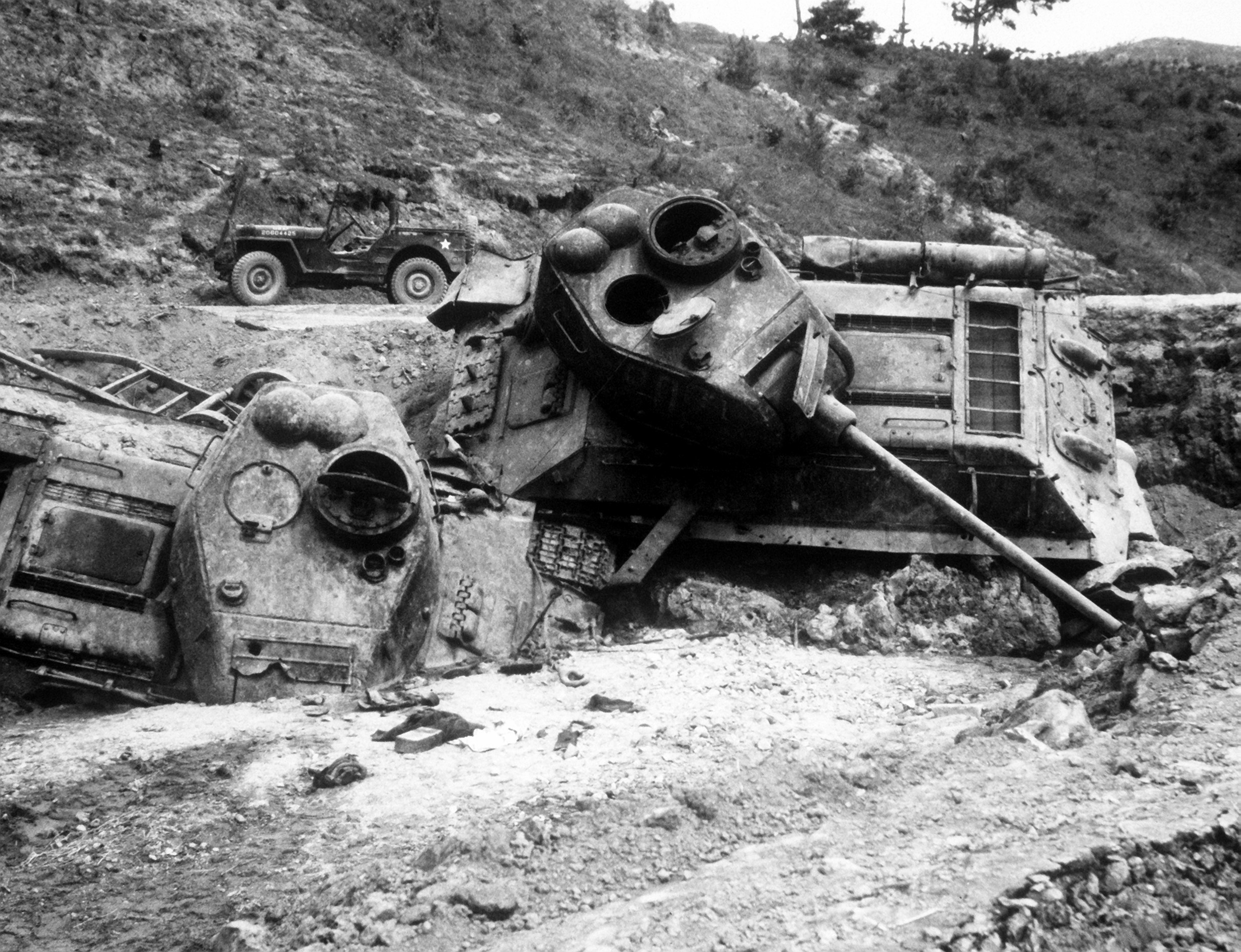
Знищені ударами авіації північнокорейські танки Т-34. 1950

В рамках підготовки до нового наступу північнокорейські планувальники здійснили перегрупування своїх військ і зосередили значне угруповання. Угруповання сил, яке спочатку налічувало 10 дивізій у двох корпусах, збільшилося до 14 дивізій з кількома окремими бригадами. Маршал Чхве Йон Гон служив заступником командувача КНА, а генерал Кім Чхек відповідав за штаб фронту. Під ними були II корпус на сході та I корпус на заході. Ці сили налічували приблизно 97 850 чоловік, хоча третину з них складали новобранці або примусові призовники з Південної Кореї, і їм бракувало зброї та спорядження. До 31 серпня вони зіткнулися з силами ООН чисельністю 120 000 військовослужбовців плюс 60 000 допоміжних військ.
22 серпня лідер Північної Кореї Кім Ір Сен наказав закінчити війну до 1 вересня. За задумом північнокорейського керівництва угруповання 1 і 2 повинні були розпочати атаку о 23:30 31 серпня, а 3, 4 і 5 — о 18:00 2 вересня. Ці наступальні операції мали бути тісно взаємопов'язані та узгоджені, щоб знищити війська ООН у кожній точці одночасно, забезпечивши прориви в кількох місцях, які ООН не зможе ліквідувати. КНА також покладалася головним чином на нічні атаки, щоб протистояти головним перевагам ООН у повітрі та вогневій потужності флоту. Генерали КНА вважали, що такі нічні атаки перешкодять силам ООН вести ефективний вогонь і призведуть до великої кількості втрат від дружнього вогню ООН.
Перехід противника у повномасштабний наступ застав командування і війська ООН зненацька. До 26 серпня війська ООН вважали, що знищили останні серйозні загрози периметру, і передбачали, що війна закінчиться до кінця листопада. Підрозділи Південної Кореї тим часом страждали від низького морального стану через те, що вони не зуміли ефективно проявити себе до цього часу в конфлікті. До того ж, командування ООН розраховувало на операцію «Хроміт», висадку морського десанту далеко за північнокорейськими лініями оборони в порту Інчхон 15 вересня, і не очікували, що КНА розпочне серйозний наступ до того часу.
Великий наступ біля річки Нактонг став однією з найжорстокіших битв Корейської війни. Наступ КНА з п'яти сторін призвів до запеклих боїв навколо Гамана, Кьонджу, виступі на Нактонг, річці Нам, Йонсан, Табу-Донг і Ка-сан. Несподіваний наступ північнокорейських сил досяг значних успіхів і змусив війська ООН по всьому Пусанському периметру щосили утримувати свою лінію оборони, покладаючись на мобільні резерви, щоб відбити атакуючі війська КНА. З 1 по 8 вересня бої були дуже інтенсивними, КНА спочатку успішно прорвала лінії ООН у багатьох місцях і досягла значних успіхів в оточенні та відтисненні підрозділів ООН. 4–5 вересня ситуація була настільки жахливою для військ ООН, що 8-ма армія та командування Південної Кореї перемістили свої штаби з Тегу до Пусана, щоб запобігти їх захопленню, хоча Вокер залишився в Тегу з невеликим передовим загоном. Вони також підготували свої логістичні системи для відступу на менший периметр оборони під назвою «Лінія Девідсона». Однак до 6 вересня Вокер вирішив, що ще один відступ не буде потрібним.
15 вересня виснажені війська КНА були захоплені зненацька висадкою в Інчхоні, далеко позаду своїх головних сил. Ті сили, які залишилися після 15 днів боїв, були змушені відступити в повному безладі або ризикували бути повністю відрізаними. Поодинокі осередки опору комуністів трималися до 18 вересня, але в цей день війська ООН розпочали повномасштабний прорив по всій лінії фронту і переслідували відступаючі підрозділи КНА на північ, переможно завершивши битву за Пусанський периметр.